# Акебоно Таро
Акебоно Таро (јап. 曙 太郎; Вајманало, 8. мај 1969 — Токио, 11. април 2024) био је јапански сумо рвач, рођен у САД.

## Биографија
Тренирао га је пионир хавајског рвања Такамијама и брзо се попео на ранг листи, достигавши највишу дивизију 1990. Након два узастопна јушо или турнирска шампионата у новембру 1992. и јануару 1993., постао је први рвач рођен ван Јапана који је икада стигао до јокозуне, највишег ранга у сумоу.
Један је од највиших и најтежих рвача икада, Акебоново ривалство са тадашњим младим јапанским надама, Таканоханом и Ваканоханом, био је велики фактор у повећању популарности сумоа на турнирима и на ТВ-у почетком 1990-их. Током својих осам година у рангу јокозуна, Акебоно је освојио још осам шампионата на турнирима, укупно једанаест у каријери, и био је другопласирани у тринаест других прилика, упркос томе што је претрпео неколико озбиљних повреда. Иако је његов ривал јокозуна Таканохана освојио више турнира у овом периоду, њихови појединачни међусобни сусрети остали су веома уједначени.
Акебоно је постао јапански држављанин 1996. године, а након пензионисања 2001. радио је као тренер у Азумазеки школи рвања пре него што је напустио Сумо асоцијацију 2003. У 2017. години, због здравствених проблема, престао је да се бави професионалним рвањем. Умро је од срчаног удара 2024. године, само мање од месец дана пре свог 55. рођендана.